# Gonzalo Camacho
Pas d'image ? Cliquez ici

a Compétitions nationales et continentales officielles uniquement.

b Matchs officiels uniquement.
Dernière mise à jour le 7 mars 2018.
Gonzalo Oscar Camacho, né le 28 août 1984 à Buenos Aires (Argentine), est un joueur de rugby international argentin évoluant au poste d'ailier ou de centre.

## Biographie
Gonzalo Camacho grandit dans une famille nombreuse entouré de quatre frères et quatre sœurs. Il honore sa première cape internationale avec l'équipe d'Argentine le 31 mai 2008 contre l'équipe d'Uruguay. Il joue avec les Harlequins de 2009 à 2011, avec qui il remporte le Challenge européen 2011 inscrivant le seul essai du match. Au mois de juin, il signe un contrat de deux ans avec les Exeter Chiefs. Le 11 août, il est retenu par Santiago Phelan dans la liste des trente joueurs qui disputent la coupe du monde.

## Palmarès
- Vainqueur du Challenge européen en 2011

## Statistiques en équipe nationale
Au 1er août 2015, Gonzalo Camacho compte 24 sélections avec l'équipe d'Argentine, dont 23 en tant que titulaire, depuis son premier match disputé le 31 mai 2008 à Montevideo contre l'équipe d'Uruguay. Il inscrit 30 points, six essais.
Il participe à une édition de la coupe du monde, en 2011 où il dispute quatre rencontres, face à l'Angleterre, la Roumanie, l'Écosse et la Nouvelle-Zélande.